# Legenda o opilém Mistrovi (film)
Legenda o opilém Mistrovi (v originálu Drunken Master II.) je hongkongská akční komedie, kterou režíroval Liu Chia-liang spolu s představitelem hlavní role Jackiem Chanem. Účinkují v něm Jackie Chan, Ti Lung, Anita Mui, Lau Kar-leung, Andy Lau a Felix Wong. Film měl premiéru v Hongkongu 3. února 1994, ve Spojených státech proběhla premiéra až 20. října 2000. V Jižní Americe byl film pojmenován jako Legenda o opilém Mistrovi a tento název dostal i v České republice. Film navazuje na předchozí díl Mistrův syn (orig. Drunken Master) a dočkal se i pokračování s názvem Drunken Master III, které ale mělo jiné herecké obsazení a po premiéře se stalo propadákem.

## Děj
Hlavním hrdinou je Wong Fei-hung, který cestuje vlakem zpět domů se svým otcem, mezi lidmi váženým doktorem. Během cesty však narazí na zloděje, který se mu pokusí ukrást kořen ženšenu v domnění, že se jedná o nefritovou pečeť. Zloděj mu uteče a Fei-hung při příjezdu domů zjišťuje záměnu. Nefritová pečeť, ale patří britskému velvyslanci, který pašuje čínské památky do Anglie. Fei-hung musí klamat svého otce, požadujícího ženšen, který slíbil svému příteli. Pro své triky k oklamání otce Fei-hung využívá své matky a nešikovného bratra. Mezitím se na scéně objevují komplicové britského velvyslance, kteří žádají nefritovou pečeť zpět. Fei-hung je mistr bojového stylu "Opilý bojovník" a tak nemá problémy své protivníky porazit. O pár dnů později se u jeho dveří objevuje zloděj, kterého potkal ve vlaku. Ten mu vrací ženšen a žádá o vrácení pečetě. To už komplicové chystají pomstu a při boji zemře. Fei-hung spolu se svým přítelem, taktéž mistrem bojových umění, se vydávají do domu velvyslance, aby získali pečeť zpět. Jsou však zajati a velvyslanec žádá výkupné - otcovu školu bojových umění. Otec dohodu přijímá a chlapci jsou propuštěni. Následující den se Fei-Hung a jeho přátelé vydávají zpět, aby se pomstili.

## Obsazení

### Hlavní role
| Jackie Chan      | Wong Fei-hung           |
| Anita Mui        | Wong Kei-ying           |
| Ti Lung          | Obchodník s rybami Tsan |
| Lau Kar-leung    | Fu Wen-chi              |
| Cheung Chi-kwong | Chang Tsan              |
| Ken Lo           | Jon                     |

### Vedlejší role
| Ho-Sung Pak      | Henry               |
| Chin Kar-lok     | Ho Sang             |
| Andy Lau         | Důstojník rozvědky  |
| Hon Yee-sang     | Ling                |
| Anita Mui        | Strýc Ho            |
| Lau Kar-wing     | Student Tsana       |
| Lau Siu--ming    | Pan Chu             |
| Suki Kwan        | Paní Chu            |
| Yvonne Yung      | Přítel Linga        |
| Vindy Chan       | Přítel Linga        |
| Louis Roth       | Britský velvyslanec |
| Mark Houghton    | Britský úředník     |
| Ho Pak-kwong     | Lily                |
| Mark King        | Pan Smith           |
| Vincent Tuatanne | Bruno               |

## Hudba
Seznam písniček chronologicky:
1. The Drunken Master (zpíval Jackie Chan & ostatní herci) (03:09)
2. Provocation (02:12)
3. Circled On All Side (02:13)
4. Conspiracy (01:39)
5. Stealing The Jade Seal (00:34)
6. The First Fight (02:22)
7. Bayonet (01:08)
8. To Try Out (01:21)
9. The Car Chase (00:50)
10. Searching (01:22)
11. Wonderful Moment (01:25)
12. Not Thinking Others (04:22) (zpíval neznámý herec)
13. Free (01:29)
14. Mistake (01:27)
15. Mother And Son (01:35)
16. The Wild Strong Man (01:45)
17. Ending Love (zpíval neznámý herec) (04:22)
18. Gathering Of City (01:35)
19. The Discussion (01:09)
20. The Robbery Of Country's Fortune (00:56)
21. The Hidden Wiseman (01:10)
22. Marching Forward (01:12)
23. Real Dragon Does Not Belong To Small Pond (02:59)
24. Play Around (01:04)
25. Fan Hon's Lesson (02:07)
26. Public Insult (01:16)
27. Regret (01:49)
28. A Drunken Journey (01:20)
29. The Hand-To-Hand Combat (02:02)
30. To Come On Proudly (02:48)
31. The Drunken Master (zpíval Jackie Chan & ostatní herci) (03:06)

## Tržby
Film Legenda o opilém Mistrovi byl velmi úspěšný v Hongkongu, kde celkově během promítání vydělal 40 971 484 hongkongských dolarů. Úspěch byl poněkud překvapující, vzhledem ke zprávám o napětí mezi Chanem a Lau Kar Leung, který tvrdil, že v 90. letech již móda kun-fu pominula. 
O šest let měl film premiéru v Jižní Americe v celkem 1 345 kinech. Film byl přejmenován na Legenda o opilém Mistrovi (původně The Drunken Master II) a během premiérového víkendu vydělal 3 845 278$ (2 865$ za kino) a celkově 11 555 43$.

## Ocenění a nominace
- 1997 Fant-Asia Film Festival

Cena: Nejlepší asijský Film (Jackie Chan, Chia-Liang Liu)
- 1994 Golden Horse Film Festival

Cena: Nejlepší režie bojových umění (Chia-Liang Liu)
- 1995 Hong Kong Film Awards

Cena: Nejlepší akční choreografie (Chia-Liang Liu)
Nominace: Nejlepší filmový střih (Peter Cheung)